# Климат Харькова
Кли́мат Ха́рькова умеренно континентальный, с мягкой, но изменчивой зимой и длительным устойчивым, порой засушливым, жарким летом.

## Общая характеристика
- Среднегодовая температура — 8,1 °C
- Среднегодовое количество осадков — 515 мм
- Среднегодовая скорость ветра — 4,0 м/с
- Среднегодовая влажность воздуха — 74 %

## Осадки

### Количество дней с твёрдыми, жидкими и смешанными осадками
| вид осадков | янв | фев | мар | апр | май | июн | июл | авг | сен | окт | ноя | дек | год |
| ----------- | --- | --- | --- | --- | --- | --- | --- | --- | --- | --- | --- | --- | --- |
| твёрдые     | 13  | 11  | 7   | 0.9 | 0   | 0   | 0   | 0   | 0.1 | 1   | 6   | 10  | 49  |
| смешанные   | 5   | 4   | 4   | 1   | 0.1 | 0   | 0   | 0   | 0.1 | 0.8 | 4   | 7   | 26  |
| жидкие      | 3   | 3   | 5   | 11  | 11  | 12  | 12  | 9   | 11  | 11  | 10  | 6   | 104 |

### Снежный покров
Рекордная высота снежного покрова составила 90 см. Такое количество снега было в 1970 году, январь и февраль которого стали самыми влажными в истории метеонаблюдений (и весь 1970 год до сих пор считается самым влажным в истории систематических метеонаблюдений за погодой в городе).
| месяц            | сен | окт | ноя | дек | янв | фев | мар | апр | май | июн |
| ---------------- | --- | --- | --- | --- | --- | --- | --- | --- | --- | --- |
| число дней       | 0   | 0   | 10  | 21  | 25  | 25  | 18  | 1   | 0   | 0   |
| высота (см)      | 0   | 0   | 2   | 4   | 8   | 12  | 10  | 1   | 0   | 0   |
| макс.высота (см) | 0   | 2   | 39  | 31  | 59  | 90  | 78  | 62  | 0   | 0   |

Наибольшее количество дней с туманом было в 2006 году, тогда было зарегистрировано 79 дней.

## Редкие или опасные природные явления
- Град. Град выпадает в тёплое время года, обычно — во время сильной грозы (но не во время каждой грозы выпадает град). Иногда размеры градин могут достигать больших виноградин[3], и даже — вплоть до теннисного мяча.[4] Град может нанести значительный ущерб сельскому хозяйству. Крупный град может быть опасен для жизни, но он бывает редко, и обычно — после сильной жары.
- Сильный ветер. Некоторые грозы сопровождаются сильными шквалами. Скорость ветра при таких шквалах может превышать 25 м/с. Иногда они могут нанести существенный ущерб, повалив деревья, и даже повредив здания.[5] Иногда сильный ветер (и соответственно, сильнейшие ливни) может принести тропический циклон с Чёрного и Средиземного моря (это тоже бывает обычно в летний период). Однако такое происходит довольно редко.[6]
- Полярное сияние. Очень редкое явление, так как Харьков находится не только далеко от Северного полюса, но и ещё дальше — от Северного магнитного полюса (который находится в Канаде). Но неоднократно наблюдалось в XIX веке.[7]
- Смерч. Смерчи умеренной силы иногда образуются при сильных грозах при сильной неустойчивости атмосферы. Иногда наносят ущерб полям и сельскому хозяйству. Обычно сопровождаются шквалами и ливнями.[8][9]
- Пыльная буря. Перенос пыли бывает чаще в весенне-летний период во время засухи и суховее, при шквалах перед грозой. Крупномасштабные пыльные бури бывают обычно весной после засушливой осени и малоснежной зимы, когда пыль может быть перенесена из степных районов Украины. Также пыльная буря может быть занесена из Северной Африки[10]

## Климатограмма
| Месяц    | Абсолютный минимум температуры, °С | Средний минимум температуры, °С | Средняя температура, °С | Средний максимум температуры °С | Абсолютный максимум температуры, °С | Норма осадков, мм | Месячный минимум осадков, мм | Месячный максимум осадков, мм | Суточный максимум осадков, мм |
| -------- | ---------------------------------- | ------------------------------- | ----------------------- | ------------------------------- | ----------------------------------- | ----------------- | ---------------------------- | ----------------------------- | ----------------------------- |
| Январь   | −35,6 (1940)                       | −8,3                            | −5,7                    | −3                              | 11,0 (1971)                         | 35                | 4 (1972)                     | 229 (1970)                    | 67 (1970)                     |
| Февраль  | −29,8 (1967)                       | −7,8                            | −5                      | −2,1                            | 14,6 (1990)                         | 30                | 4 (1976)                     | 96 (1970)                     | 27 (1997)                     |
| Март     | −32,2 (1964)                       | −2,8                            | 0,1                     | 3,6                             | 23,7 (2024)                         | 27                | 2 (1986)                     | 83 (2009)                     | 20 (1940)                     |
| Апрель   | −11,4 (1952)                       | 4,7                             | 9,1                     | 13,8                            | 30,5 (2012)                         | 36                | 3 (1991)                     | 99 (1997)                     | 32 (1951)                     |
| Май      | −1,9 (1940)                        | 10,2                            | 15,3                    | 20,4                            | 34,5 (2007)                         | 53                | 1 (1979)                     | 148 (2016)                    | 50 (1941)                     |
| Июнь     | 2,2 (1937)                         | 14,1                            | 19,2                    | 24,2                            | 36,8 (1998)                         | 59                | 6 (1957)                     | 122 (2011)                    | 56 (1985)                     |
| Июль     | 5,7 (1957)                         | 15,6                            | 20,4                    | 25,3                            | 38,4 (2016)                         | 67                | 3 (1963)                     | 158 (2003)                    | 64 (2002)                     |
| Август   | 2,2 (1966)                         | 14,4                            | 19,5                    | 24,7                            | 39,8 (2010)                         | 45                | 1 (1939)                     | 203 (1941)                    | 77 (1941)                     |
| Сентябрь | −2,9 (1958)                        | 9,4                             | 13,9                    | 18,7                            | 34,5 (2015)                         | 45                | 0,7 (1982)                   | 122 (1996)                    | 56 (1993)                     |
| Октябрь  | −9,1 (1976)                        | 3,7                             | 7,3                     | 11,5                            | 29,3 (1999)                         | 39                | 0 (1987)                     | 106 (1952)                    | 43 (1982)                     |
| Ноябрь   | −20,9 (1953)                       | −1,6                            | 0,8                     | 3,4                             | 20,3 (2010)                         | 41                | 4 (1958)                     | 121 (1980)                    | 41 (1990)                     |
| Декабрь  | −30,8 (1997)                       | −5,7                            | −3,3                    | −0,9                            | 13,4 (1976)                         | 38                | 5 (1938)                     | 132 (1996)                    | 22 (1966)                     |
| Год      | −35,6 (1940)                       | 3,8                             | 7,6                     | 11,6                            | 39,8 (2010)                         | 515               | 319 (1957)                   | 734 (1970)                    | 77 (1941)                     |

Максимальная и минимальная среднемесячная температура
| Месяц              | Янв   | Фев   | Мар  | Апр  | Май  | Июн  | Июл  | Авг  | Сен  | Окт  | Ноя  | Дек   |
| ------------------ | ----- | ----- | ---- | ---- | ---- | ---- | ---- | ---- | ---- | ---- | ---- | ----- |
| Самый тёплый, °C   | 0,6   | 2,0   | 5,3  | 13,7 | 19,8 | 23,7 | 25,8 | 26,1 | 19,0 | 12,0 | 7,9  | 2,9   |
| Год                | 2007  | 2002  | 2008 | 2012 | 2012 | 1924 | 2010 | 2010 | 1994 | 1935 | 2010 | 1960  |
| Самый холодный, °C | −20,5 | −20,2 | −8,8 | 0,0  | 7,7  | 12,8 | 13,7 | 12,9 | 8,8  | −0,9 | −9   | −19,9 |
| Год                | 1942  | 1929  | 1942 | 1929 | 1929 | 1950 | 1912 | 1928 | 1984 | 1920 | 2002 | 2002  |

### Комментарии
1. ↑  Данные за период с 1936 по 2011 год.